# Sven Meinhardt
Sven Meinhardt, född den 28 september 1971 i Mülheim an der Ruhr, Tyskland, är en tysk landhockeyspelare.
Han tog OS-guld i herrarnas landhockeyturnering i samband med de olympiska landhockeytävlingarna 1992 i Barcelona.